# HD41269
HD41269 — хімічно пекулярна зоря спектрального класу B9, що має видиму зоряну величину в смузі V приблизно  6,2.
Вона  розташована на відстані близько 937,2 світлових років від Сонця.

## Пекулярний хімічний вміст
Зоряна атмосфера HD41269 має підвищений вміст 
Si
.